# Calor residual
La calor residual és la calor que es produeix en molts processos físics o químics, siguin domèstics o industrials, com a efecte secundari. Quan la calor no és l'objectiu desitjat, és un residu i una pèrdua d'energia. En la recerca d'augmentació de l'eficiència energètica, se cerca a reduir la producció de calor residual, o si això no és possible, desenvolupar procediments per aprofitar aquesta calor de manera eficient. L'eficiència energètica és la proporció entre l'energia consumida i l'energia realment útil.

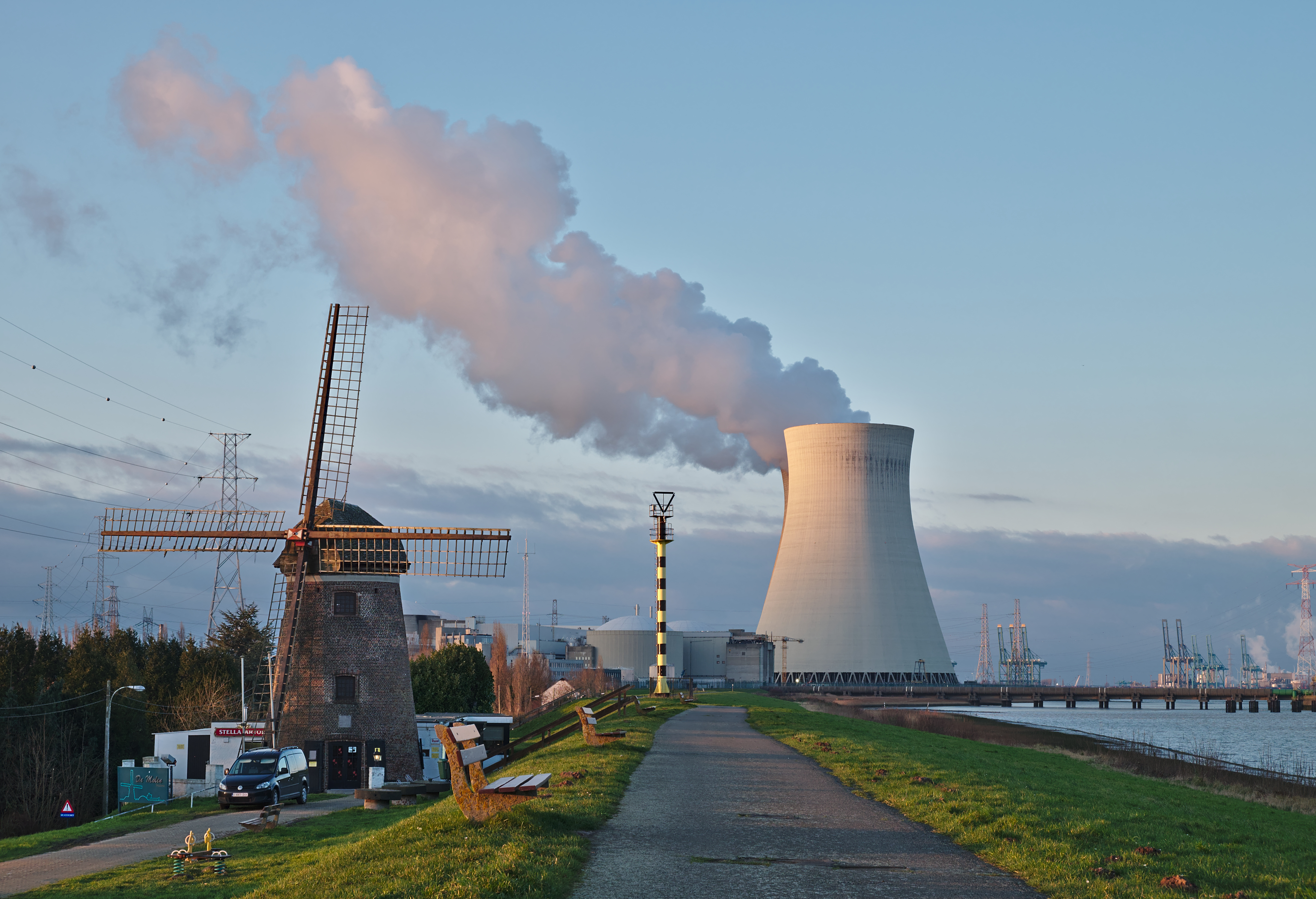
Torre d'evacuació de calor residual de la central nuclear de Doel a Bèlgica

La calor residual, com el nom indica, és un residu. Per a la generació d'electricitat, sigui per centrals tèrmiques o nuclears, entre 60 i 65% de l'energia primària es dissipa en calor inutilitzada. Són conegudes les torres de refrigeració de centrals elèctriques que vessen la calor residual a l'aire, o altres sistemes que fan servir l'aigua d'un riu o del mar per evacuar la calor excedentària. Com qualsevol residu, per augmentar l'eficiència energètica, se cerca a reduir-ne el malgastament. Una solució possible són les instal·lacions de cogeneració que permeten generar electricitat, tot i aprofitar la calor residual per a l'aigua sanitària o la calefacció. És més racional aprofitar la calor residual, més aviat que fer electricitat que després es fa servir per alimentar radiadors elèctrics o escalfar l'aigua de bany. Un altre possibilitat són les xarxes de calefacció urbana.
Exemples
- La bombeta elèctrica inventada per Thomas Alva Edison (1847-1931) converteix en mitjana 95% de l'energia elèctrica en calor, i només la resta en llum visible i, per tant, és més eficient per escalfar que per il·luminar.[4] Si al seu temps era un progrés de confort i d'eficiència faç a la llàntia o l'espelma que a més de llum, dispersaven fum i calor, les bombetes LED arriben a transformar 90% de l'energia en llum útil.[5] De 5% de llum i 95% de calor s'ha evolucionat cap a la il·luminació per LED que quasi inverteix aquesta proporció.

- Les neveres i sistemes d'aire condicionat produeixen calor residual, que és un residu no desitjat que normalment cal evacuar. Junts amb els sistemes de calefacció el 2020 representaven 50% del consum d'energia de la Unió Europea.[6] Si es pogués aprofitar màximament la calor residual de molts processos físics, es podria evitar consumir energia per produir calor. En aprofitar la calor residual de neveres i sistemes d'aire condicionat es podria escalfar, per exemple, l'aigua sanitària, el que podria estalviar la crema de molta energia primària.[6]